# Heteronotus
Heteronotus är ett släkte av insekter. Heteronotus ingår i familjen hornstritar.

## Dottertaxa tillHeteronotus, i alfabetisk ordning[1]
- Heteronotus abbreviatus
- Heteronotus abcisus
- Heteronotus aethiops
- Heteronotus albopunctus
- Heteronotus albospinosus
- Heteronotus anthracinus
- Heteronotus apricarius
- Heteronotus armatus
- Heteronotus belliger
- Heteronotus bicornis
- Heteronotus brindleyi
- Heteronotus broomfieldi
- Heteronotus bullifera
- Heteronotus camaroni
- Heteronotus delineatus
- Heteronotus divisus
- Heteronotus excisus
- Heteronotus fabulosus
- Heteronotus flavolineatus
- Heteronotus flavomaculatus
- Heteronotus formicoides
- Heteronotus fuscoflavus
- Heteronotus glandifera
- Heteronotus horrida
- Heteronotus jauffreti
- Heteronotus maculatus
- Heteronotus modestus
- Heteronotus mourei
- Heteronotus nigrogiganteus
- Heteronotus nodosa
- Heteronotus pertyi
- Heteronotus pompanoni
- Heteronotus poupougni
- Heteronotus quadrinodosus
- Heteronotus quinquenodosus
- Heteronotus reticulata
- Heteronotus sakakibarai
- Heteronotus spinosus
- Heteronotus stipatus
- Heteronotus tridens
- Heteronotus trinodosus
- Heteronotus vandamei
- Heteronotus vespiformes
- Heteronotus xanthomelas